# REM (Wiener Künstlergruppe)
REM war eine Wiener Künstlergruppe, die von 1983 bis 1990 tätig war.
Sie wurde 1983 durch eine Initiative von Brigitte Prinzgau, Hannes Priesch, Notburga Coronabless, Martin Gostner, C. Angelmaier, Fritz Bergler, Andy Chicken, Irma Eberl, Werner Kaligofsky, Brigitte Pokornik, Peter Rumpf und ManfreDu Schu gegründet. Peter Battisti stieß später zur Gruppe dazu und bildete zusammen mit ManfreDu Schu und Hannes Priesch die Endkonstellation. Besonderer Wert wurde auf das Design der Ausstellungseinladungen und Ausstellungsplakate gelegt. Das vielfältige Programm von REM und die sorgfältigen Installationen in einem weiten Spektrum von Medien und Stilen erregte die Aufmerksamkeit der Kritiker und Kunstinteressierten. Zur Finanzierung wurden unter anderem Grafikmappen aufgelegt, die sowohl in den Sammlungen von Albertina, der Sammlung der Stadt Wien, der Sammlung des Bundes und anderen öffentlichen und privaten Sammlungen Eingang fanden.

## Galerie REM
REM mit öffentlichem Ausstellungsort (Produzentengalerie) existierte von 1984 bis 1990. In den Räumlichkeiten am Mozartplatz im 4. Wiener Gemeindebezirk wurde ein breites multimediales Angebot präsentiert: bildende Kunst, inklusive Performance und Installation, Musik, Design und Mode, aber auch politische Diskussionen fanden hier statt. Beiträge von Mitgliedern der Künstlergruppe REM wechselte mit Präsentationen von Gästen: Künstler aus Österreich, Deutschland, Schweiz, Ungarn, aus dem ehemaligen Jugoslawien, USA und Kanada. Gäste waren etwa: Walter Obholzer, Eva Bodnar, Ernst Trawöger, Vladimir Gudac, Andras Böröcz, Sugar Janos, Jochen Traar, Gue Schmidt, Franz Graf, Martin Walde, Markus Gstrein, Hans Pfefferle, Hubert Scheibl, Karl Hikade, Ines Lombardi, Gustav Troger, Robert Adrian X, Bruno Gironcoli und weitere österreichische und internationale Künstler.
Zum Erfolg von REM trugen wesentlich auch wechselnde OrganisatorINNen bei:
Brigitte Prinzgau, Jutta Kleber, Olli Aigner, Christine Schumacher, Wolfgang Schrom, Notburga Coronabless, Sabine Breitwieser und Peter Battisti.
Den Anfang bildete 1984 „REMBrand und Haifisch“, Titel und gleichzeitig Beschreibung des dargebotenen Buffets. Die Mitglieder der Gruppe REM führten am Laufsteg Modelle der Modedesignerin Notburga Coronabless zu Musik von Peter Battisti vor.
1987/88 war REM mit dem multimedialen Projekt „Wenn die Stolzen Feinde Schlafen“ auf Tournee. Ein adaptierter Postbus brachte die Künstler und ihre Kunst nach Dortmund, Bremen, Lublijano, Zagreb, Budapest und später nach Dreieich bei Frankfurt a. M. Die Ausstellungen wurden mit spektakulären Performances eröffnet, einem eklektischen Mix aus Ritual, Musik und Mode.
Das Ende des Ortes und der Gruppe REM wurde 1990 mit dem dreitägigen Fest „REM IST TOT“ zelebriert. Eine Inszenierung in den Räumen am Mozartplatz inklusive Leichenschmaus und Konzert mit der Band EARFUCK stand am Beginn und die Fahrt in einem dunkelblauen Taxikonvoi mit Abblendlicht, der die REM-Künstler und Gäste vom Mozartplatz zum Friedhof der Namenlosen brachte am Ende.

## Veranstaltungen
1984
- REMbrand und Haifisch, Notburga Coronabless
- Ein Schiff wird kommen, hüü!, Hannes Priesch
- Kassiber Nr. 2, C. Angelmaier
- Malerei und Zeichnung, Irma Eberl
- Malerei, Zeichnung, Objekte, Martin Gostner
- Erstmals in Wien. Blau ist das Zelt..., Tizen Harom
- Rauch, Malerei, Objekte, PRINZGAU/podgorschek
- Saxophon aus New York und Schweden (Konzert), Abraham Earth, Martha Steam, Markus Gstrein
- Haut auf Haut, Performance, Peter Rumpf

1985
- Die Vertreibung der triumphierenden Bestie, Vorträge und Diskussion
- Vernetzung, Anatol Weh und Pascal Keck
- 50 Stunden Konzert der Band LAUT VEREINBARUNG
- EUROPA BELAUSCHEN, Juan Geuer / Ottawa
- Laserinstallation, Parallele Ausstellungen in Rotterdam, Berlin und Regensburg
- DAS HIMMELHÖLLE-SPIEL, EIN BEGEHBARES TAGEBUCH, Brigitte Pokornik
- WIEN BIS ZUR 2000 WENDE, 45 Jahre REM, Eröffnungsrede von Hofrat Albert Massiczek
- REM – Sommernachtsfest
- HAND IM HALT Letzte Glut – Restglut – Glut und Wasser – Glut und Fäden, Peter Alois Rumpf
- Malerei, Objekte und Zeichnungen, Präsentation und Ausstellung der REM – GRAPHIKMAPPE I., von Fritz Bergler, Andy Chicken, Notburga Coronabless, Irma Eberl, Tizém Haróm, Brigitte Pokornik, Hannes Priesch, P.A.Rumpf, ManfreDu Schu,

1986
- FREMDE KÖRPER IM REM, Ausstellungsblock
- Konzertabend Adolf Rizotto Septett & Guests Pot Sche Mu Ear Fuck
- VORPHOTOGRAPHIE, Walter Obholzer
- Ausstellung, Markus Gstrein, Franz Kantner, Emilio Zorzi, Malerei – Zeichnung – Collagen
- Papierarbeiten und Mosaik, eine Installation, Hans Pfefferle
- / ( ), Günther Schrom
- HERZMUSTER, Peter Battisti
- ZIEMLICH AUF DRAHT, Ev Klein
- ICH VERWACHE MEIN HERZ, AUF AUGENSPUNG, Fritz Bergler
- „Das Lesen sey wie ein Lamp im finstern leuchtend hell und klar / dadurch du mögest verhüten der Sachn und Wörter Gefahr.“ (Atalanta fugiens, Michael Maier, 1618), Installation und Aktion, Gue Schmidt
- UBI UBI, Installation, ManfreDu Schu
- Präsentation und Ausstellung der REM – GRAPHIKMAPPE II, von Fritz Bergler, Notburga Coronabless, Hannes Priesch, Wolfgang Schrom, ManfreDu Schu,

1987
- PERMANENTAUSSTELLUNG, Irma Eberl, Ev Klein, Franz Kantner, Walter Obholzer, Johann Pfefferle, Brigitte Pokornik, Peter Alois Rumpf
- Trickfilm und Skulptur, Filme „VORHANG“, „WALD“, „DAS GESPRÄCH“, „AUF“, „CLUB“, James Clay
- Skulpturen, Spallo Kolb

1987/1988
- §46, Ausstellungsreihe benannt nach dem Text von Immanuel Kant „Kritische Urteilskraft“, Eva Bodnár, Thomas Schließer, Hubert Scheibl
- Die Tapferkeit in der Einsicht, Elemente zu verändern, entscheiden, wie weit man in eine Angelegenheit vordringt und sie leben lässt …, Karl Hikade
- Das Spannungsfeld zwischen allgemeinen Strömungen und individueller Entwicklung in der Kunst, Podiumsdiskussion mit Markus Brüderlin, Otto Richlik, Helmut Draxler, Peter Mahr, Franz Dahlem
- Radiosendung, Übertragung der Podiumsdiskussion vom 25. Oktober 1988 im österreichischen Rundfunk, Ö1 – Radio Extra
- BRUCHSTÜCKE, Antje Hassinger, Wolfgang Jelden, Hildegard Skowatsch
- Film von Horst Herz „ES LOBT DEN MANN…“
- VIER MUSKETIERE, András Böröcz, L. Lászlo Révész, Gábor Roskó, Sugár János
- „KLINGE“ von Sugár & Révész – Musik: Roskó/Ungarn
- Radiosendung Ö1 (ORF), „Kunstradio – RadioKunst“, „TRAURIGE, TRAURIGE HINRICHTUNG, TRAURIGE“, ein Radiostück von Sugár & Révész
- MIT KLEINEN FORMEN UNBEKANNTE RÄUME BESETZEN, Hermann Strutzmann
- NJIHANJE – ROCKING, Video-Performance, Gruppe „Kugla“
- Präsentation und Ausstellung der REM – GRAPHIKMAPPE III, AUSHUB – EIN RUFZEICHEN! von Peter Battisti, Hannes Priesch, ManfreDu Schu
- THEMA REM TOURNEE, Peter Battisti, Hannes Priesch, ManfreDu Schu
- „WENN DIE STOLZEN FEINDE SCHLAFEN“, P. Battisti, F. Bergler, N. Coronabless, H. Priesch, MDuSchu,

1989
- FOR JIM ROSEN, Konzert der Gruppe Giardini Pensili, Italien
- Radiosendung Ö1 (ORF), 26. Januar 1989, Aufzeichnung von Giardini Pensili, im REM und Radiodrama „SEGNALI RADIO SULLA COSTA ATLANTICA“ für Frauen- u. Männerstimme; Klarinette, Percussion und Tonband,
- Konzert „KO MUSKA TENGRI“, Nobert Engelbrecht, Gitarre, Markus Gstrein, Drums
- DIE MENGE IST KEINE ZAHL..., Installation und Performance, Gue Schmidt
- ZEICHNUNG ALS EINSIEDLER / DRAWING 89, Robert Adrian X, Mrdan Bajic, Peter Battisti, Franz Blaas, Eva Bodnar, Andras Böröcz, Angela Brandner, Irma Eberl, Bruno Gironcoli, Franz Graf, Vladimir Gudac, Georg Held, Albert Hien, Sugar Janos, Ad Kaligofsky, Ines Lombardi, Walter Obholzer, Hannes Priesch, Hubert Scheibl, ManfreDu Schu, Nada Skrein, Ernst Trawöger, Gustav Troger, Franz Türtscher, Hugo Vallazza, Martin Walde

1990
- DAS MANÖVER, Jochen Traar
- REMBESCHAU REM IST TOT, REM 1984–1990
- REM-MATINEE